# Wikitribune Social
Ne doit pas être confondu avec Wikinews.
Trust Café, anciennement WT.Social, abréviation de Wikitribune Social, est un réseau social et une plateforme de microblogage lancé par Jimmy Wales (cofondateur de Wikipédia) en octobre 2019, dans le but de concurrencer Facebook et Twitter,.
Sans publicité, le service est financé par les utilisateurs qui le souhaitent via un abonnement. Il est accessible sous le nom wt.social.

## Histoire

### Wikitribune
En avril 2017, le cofondateur de Wikipédia Jimmy Wales, fonde le projet de site d'information gratuit Wikitribune,. L'objectif du projet est de lutter contre les fausses informations en s'affranchissant des biais éditoriaux des journaux traditionnels.
Le fonctionnement envisagé consiste à s'appuyer sur une communauté au « fonctionnement participatif » semblable à celle de Wikipédia. Ce modèle participatif devrait alors permettre d'atteindre une plus grande objectivité. Pour soutenir le fonctionnement communautaires, des équipes de journalistes professionnels ont pour tâches de collecter les données brutes puis de les rendre publiques afin que les articles soient plus vérifiables.
Il s'agit d'un projet soutenu par une organisation éponyme à but lucratif. Le contenu du site est écrit en anglais par des journalistes professionnels avant que les textes ne soient soumis à participation des contributeurs bénévoles.
Le site est un projet commercial indépendant de la Fondation Wikimedia,. Le modèle de financement de la plateforme est des journalistes reposent sur les dons mensuels des lecteurs. Une campagne de financement participatif est également lancée pour permettre le recrutement des 10 premiers journalistes. Wikitribune ne recourt pas à la publicité et les articles sont disponibles gratuitement pour les lecteurs.
À la fin 2018, l'organisation met à pied les salariés. Les bénévoles peuvent toutefois continuer de publier, sans supervision professionnelle.

### WT.Social
En 2019, Jimmy Wales lance Wikitribune Social (abrégé en WT:Social), inspiré de Wikitribune. Ce nouveau projet est toutefois organisé différemment et repose sur une philosophie de réseau social sans publicité.
Le 19 novembre 2019 Jimmy Wales annonce que la barre des 200 000 utilisateurs inscrits est atteinte. Le site a été remplacé par la plateforme Trust Café dont la version beta est sortie en 2023.

## Projets similaires
- Wikinews est un projet de site d'informations collaboratif mené par la Fondation Wikimedia, qui s'appuie exclusivement sur des contributeurs bénévoles ;
- Plusieurs journaux en ligne tels que De Correspondent (en) ou Krautreporter (en) ont fait appel au financement participatif pour se lancer.